# De moeder de vrouw

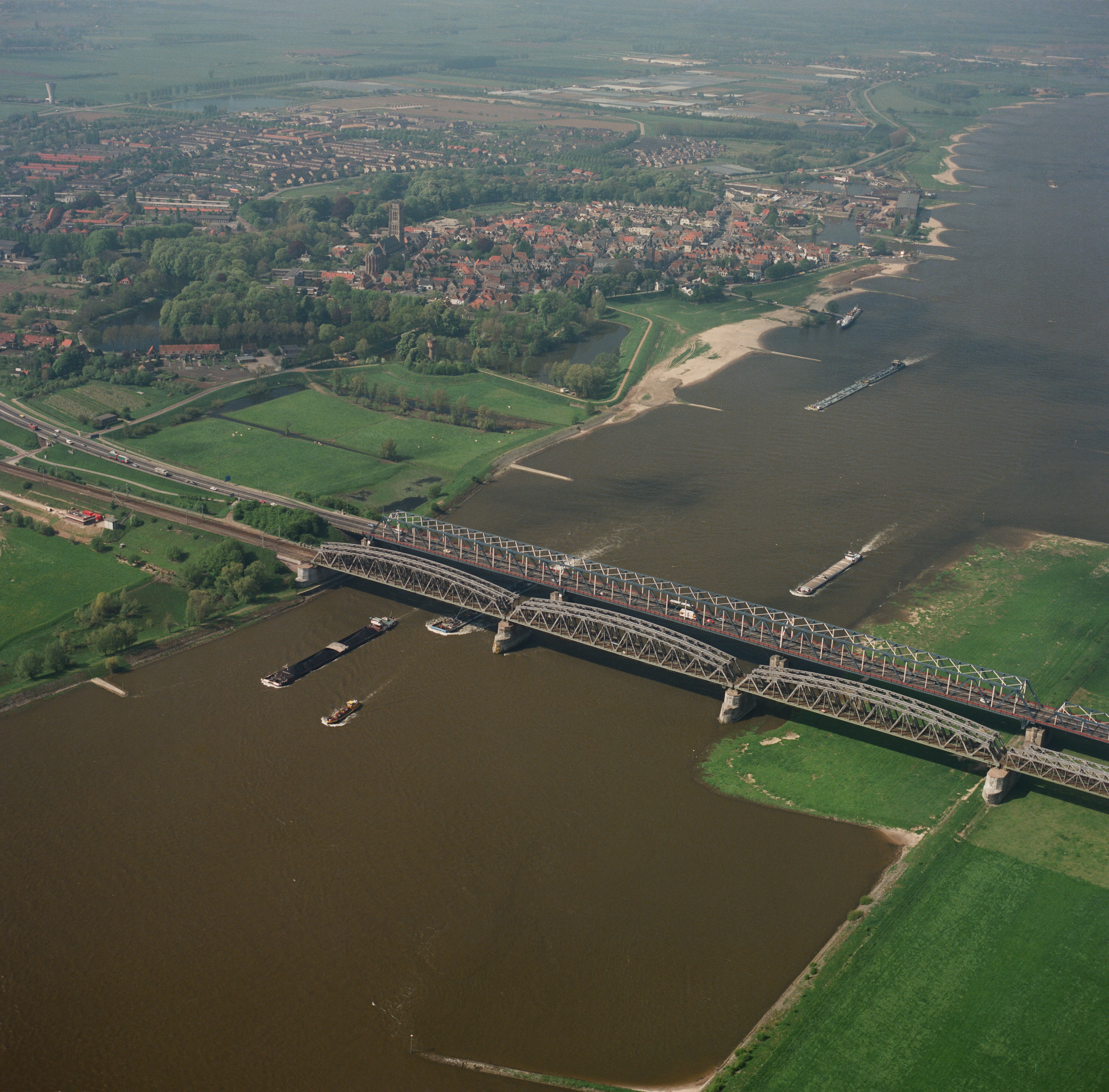
1987: De Dr. W. Hupkesbrug (spoorbrug), met daarachter de Bommelse Brug. Bovenaan Zaltbommel met de Grote of Sint-Maartenskerk.

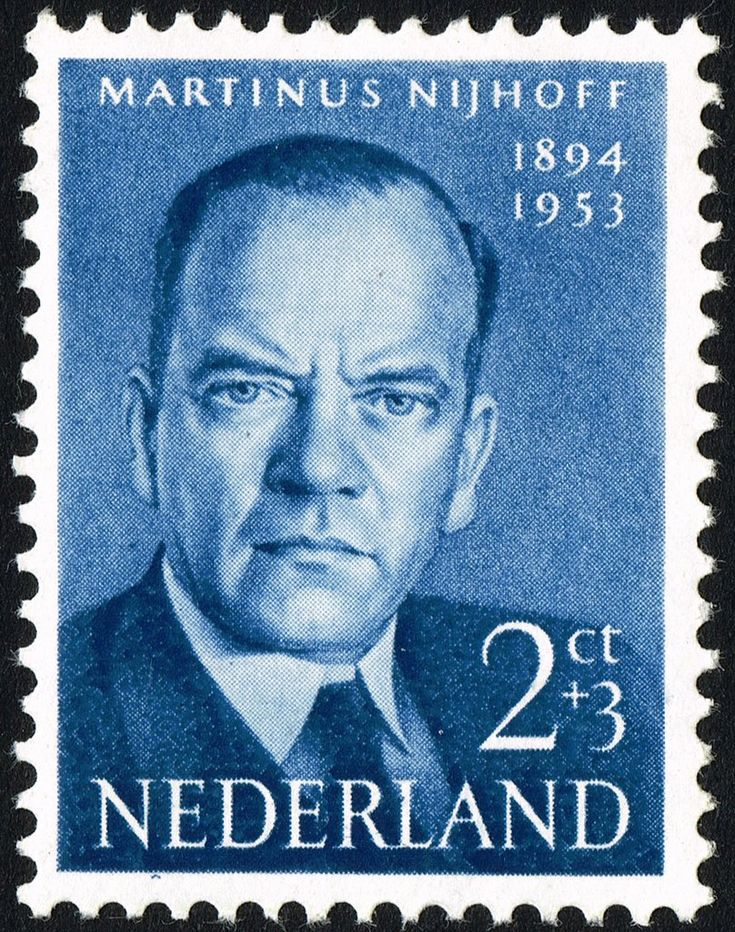
Nijhoff op een postzegel uit 1954, het jaar na zijn dood.

De moeder de vrouw is een gedicht van Martinus Nijhoff uit zijn in 1934 verschenen bundel Nieuwe gedichten. Het sonnet verhaalt over een schippersvrouw die over de Waal vaart bij de Bommelse Brug. Toen was die brug pas een jaar oud, inmiddels is hij vervangen door de in 1996 geopende Martinus Nijhoffbrug, die vernoemd is naar de auteur.
Het sonnet zou tot stand zijn gekomen na een gesprek tussen Nijhoff en Hans Philips. Deze laatste had samen met een gezamenlijke vriendin, Victorine Hefting, een schip met een stuurvrouw over de Waal zien varen. Philips zou er toen bij hebben gezegd dat Nijhoff over die situatie een gedicht zou kunnen schrijven, al dan niet serieus bedoeld. Nijhoff heeft deze anekdote van Philips gehoord en het gedicht geschreven. Hoewel de dichter de ik-vorm als vertelperspectief hanteert, wordt na de vierde strofe duidelijk dat de schrijver niet per se aanwezig was toen de schippersvrouw uit het gedicht langs Zaltbommel voer.

## Tekst

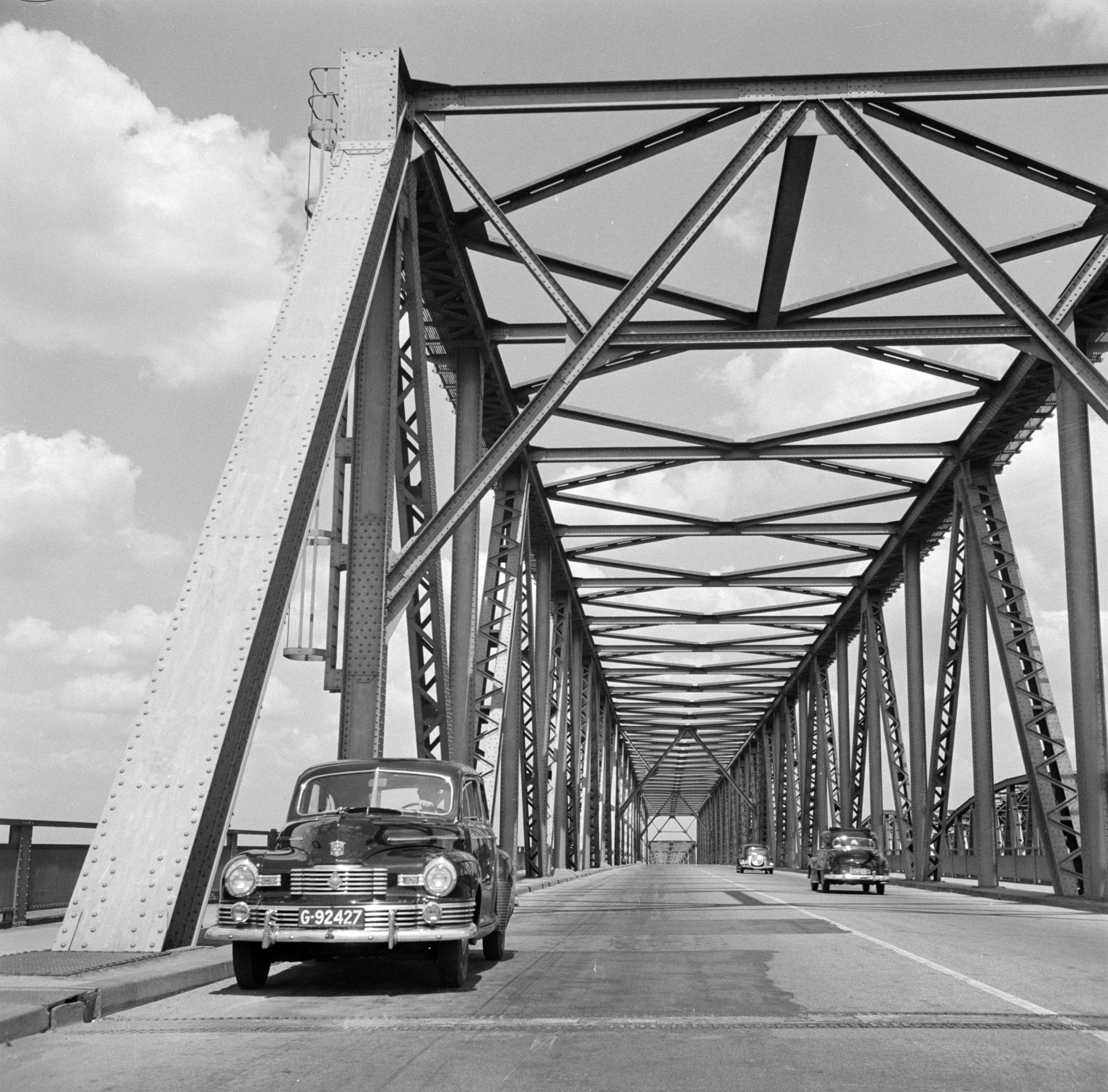
De Bommelse Brug in 1952, 18 jaar na de publicatie van het gedicht.

De moeder de vrouw
Ik ging naar Bommel om de brug te zien.
Ik zag de nieuwe brug. Twee overzijden
die elkaar vroeger schenen te vermijden,
worden weer buren. Een minuut of tien
dat ik daar lag, in 't gras, mijn thee gedronken,
mijn hoofd vol van het landschap wijd en zijd -
laat mij daar midden uit de oneindigheid
een stem vernemen dat mijn oren klonken.
Het was een vrouw. Het schip dat zij bevoer
kwam langzaam stroomaf door de brug gevaren.
Zij was alleen aan dek, zij stond bij 't roer,
en wat zij zong hoorde ik dat psalmen waren.
O, dacht ik, o, dat daar mijn moeder voer.
Prijs God, zong zij, Zijn hand zal u bewaren.

## Ontvangst

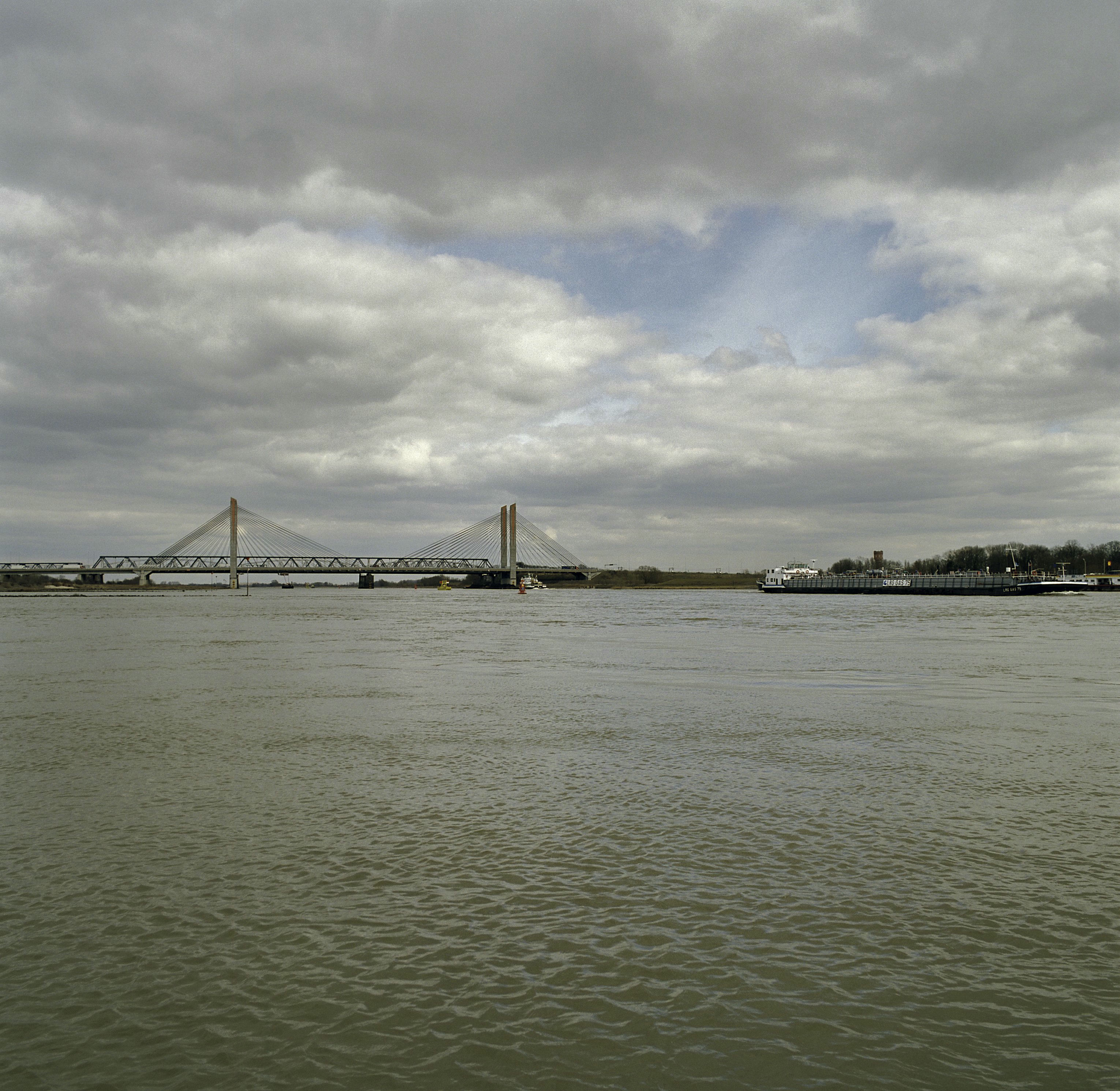
2006, stroomopwaarts gezien vanuit het noordwesten: op de voorgrond de Martinus Nijhoffbrug, de opvolger van de Bommelse Brug, waarvan het hoekige vakwerk te zien is. Daarachter de bogen van de spoorbrug. De verkeersbrug is in 2007 gesloopt.

Tijdgenoten zoals de criticus Anthonie Donker en de schrijver Simon Vestdijk waren allerminst positief en bekritiseerden onder meer het taalgebruik. Zo kon men een zee bevaren, maar niet een schip zoals in het gedicht. Ook de vermijdende Waaloevers die buren werden kregen kritiek, omdat oevers van waterwegen elkaar altijd "vermijden". Eveneens opvallend is de laatste regel, waar op zijn minst gesuggereerd wordt dat de vrouw een psalmvers zingt. In het Bijbelboek Psalmen of de destijds gangbare berijmingen komt deze tekst niet letterlijk voor, al zijn er diverse psalmstrofen met deze strekking.
Later heeft Guus Sötemann, hoogleraar moderne Nederlandse letterkunde aan de Universiteit Utrecht, verdedigd dat de zogenaamde onvolkomenheden verklaarbaar zijn als ze metafysisch of symbolisch worden opgevat. De schippersvrouw in het gedicht kon naast het roer staan, als Jezus als stuurman wordt gezien. En het aardse bestaan is in de Bijbelse opvatting wederom verbonden met gene zijde.
De dichters Rutger Kopland en Gerrit Komrij hebben pastiches geschreven op Nijhoffs gedicht.

## Boekenweekthema 2019
In 2018 presenteerde het CPNB de titel De moeder de vrouw als thema van de Boekenweek in 2019. Dat leidde tot ophef, omdat het thema aan een beeld van de vrouw zou refereren naar de jaren vijftig. Ook viel het slecht dat de schrijvers van het boekenweekgeschenk en -essay beiden man waren, namelijk Murat Isik en Jan Siebelink.